# Hans-Peter von Kirchbach
Hans-Peter von Kirchbach (* 3. August 1941 in Weimar) ist ein deutscher General außer Dienst des Heeres der Bundeswehr. Von 1999 bis 2000 war er 12. Generalinspekteur der Bundeswehr und von Januar 2002 bis November 2013 Präsident der deutschen Johanniter-Unfall-Hilfe.

## Leben
Hans-Peter von Kirchbach wurde am 3. August 1941 in Weimar in eine Offizierfamilie geboren, aus der seit dem 17. Jahrhundert zahlreiche Offiziere, Beamte und protestantische Pfarrer hervorgingen.
Am 1. April 1960 trat von Kirchbach bei der Ausbildungskompanie Daaden in die Bundeswehr ein. Er durchlief die Ausbildung zum Reserveoffizier in der 3. Batterie des Panzerartilleriebataillons 145 in Niederlahnstein und die Vollausbildung in der 2. Batterie des Feldartilleriebataillons 135 in Wetzlar. Er besuchte 1961 die Heeresoffizierschule I in Hannover und von 1961 bis 1962 die Artillerieschule in Idar-Oberstein. Ab April 1962 war er Feuerleit- und Beobachtungsoffizier in der 3. Batterie des Feldartilleriebataillons 145, ab Dezember 1962 Zugführer in der Ausbildungskompanie 4/5 im Lager Stegskopf, ab Mai 1962 S2/S1-Offizier im Stab des Panzerartilleriebataillons 145 sowie ab Oktober 1966 in gleicher Funktion im Artillerieregiment 5 in Diez. 1968 wurde er Batteriechef der 2. Batterie des Panzerartilleriebataillons 155 in Niederlahnstein sowie ab April 1970 der 1. Batterie des Gebirgsartilleriebataillons 81 in Calw und Kempten.
Von 1972 bis 1975 absolvierte von Kirchbach den 15. Generalstabslehrgang Heer an der Führungsakademie der Bundeswehr in Hamburg, wo er zum Offizier im Generalstabsdienst ausgebildet wurde. Danach diente er als Referent im Führungsstab des Heeres (Fü S) III 7 im Bundesministerium der Verteidigung (BMVg) in Bonn und war ab Oktober 1976 G3 Operation im III. Korps in Koblenz. Von 1979 bis 1981 war er Bataillonskommandeur des Raketenartilleriebataillons 42 in der General-von-Steuben-Kaserne im bayerischen Hemau. Anschließend wurde er im Februar 1981 Referent im Fü S III 2 im BMVg in Bonn, im Juli 1983 Chef des Stabes der 2. Panzergrenadierdivision in Kassel und im Mai 1985 Referatsleiter im Planungsstab des Bundesministers der Verteidigung in Bonn. Von Juli 1988 bis Juni 1989 besuchte er einen Lehrgang am United States Army War College in Carlisle in den Vereinigten Staaten und wurde danach im Juni 1989 Brigadekommandeur der Panzerbrigade 15 in Koblenz. Am 3. Oktober 1990 übernahm er die Führung über die 9. Panzerdivision der ehemaligen Nationalen Volksarmee der DDR mit dem Auftrag, diese zur Heimatschutzbrigade 41 umzugliedern.
Am 28. Februar 1991 wurde von Kirchbach zum Brigadegeneral ernannt. Im April 1992 wurde er Stabsabteilungsleiter I im Führungsstab des Heeres im BMVg in Bonn, im Oktober 1994 Befehlshaber im Wehrbereich VIII und in Personalunion Divisionskommandeur der 14. Panzergrenadierdivision (1994–1998) in Neubrandenburg und im Anschluss ab April 1998 Kommandierender General des IV. Korps in Potsdam. 1997 führt er den Einsatz der Bundeswehr beim Oderhochwasser 1997. Im Andenken an diese Katastrophe weihte er im September 1998 an der Oderpromenade in Frankfurt an der Oder einen Flutstein ein. Im April 1999 wurde er, als Nachfolger von Hartmut Bagger, der 12. Generalinspekteur der Bundeswehr, nachdem dieses der damalige Bundeskanzler Helmut Kohl 1998 angeregt hatte. Mit Ablauf des Juni 2000 wurde von Kirchbach in den Ruhestand versetzt.
Von 1988 bis 1991 war von Kirchbach Bundesvorsitzender des Verbandes Christlicher Pfadfinderinnen und Pfadfinder. Er war Präsident des Fördervereins des Militärhistorischen Museums der Bundeswehr. Weiterhin ist er Mitglied der Clausewitz-Gesellschaft.
Von Kirchbach gehört seit 1999 dem Johanniterorden an und wurde 2002 zum Rechtsritter geschlagen. Von Januar 2002 bis November 2013 war er Präsident der deutschen Johanniter-Unfall-Hilfe. Im Anschluss war er von 2014 bis 2020 Kommendator der Sächsischen Genossenschaft des Johanniterordens.
Hans-Peter von Kirchbach ist der Cousin von Friederike von Kirchbach, die von 2000 bis 2005 Generalsekretärin des Deutschen Evangelischen Kirchentags war.
Von Kirchbach ist ledig.

## Auszeichnungen
- Ehrenkreuz der Bundeswehr in Gold
- Bundesverdienstkreuz am Bande
- Bundesverdienstkreuz I. Klasse (1998)
- Sächsischer Verdienstorden
- Verdienstorden des Landes Brandenburg (2007)
- Großes Verdienstkreuz (2013)